# Dieci punti di Seelisberg
I Dieci punti di Seelisberg sono un documento redatto nell'agosto del 1947 da un centinaio di delegati cristiani (di diverse confessioni) ed ebrei, provenienti da una ventina di paesi, che, coordinati ed ispirati dallo storico francese Jules Isaac e dal gran rabbino Kaplan, si erano riuniti in una Conferenza internazionale contro l'antisemitismo nella cittadina svizzera di Seelisberg.
Il documento è considerato la magna-charta del dialogo ebraico-cristiano e sintetizza in dieci punti una proposta di riforma dell'insegnamento cristiano su Israele.
In quell'occasione venne anche fondato l'ICCJ (International Council of Christians and Jews). 